# أوجين شنايدر
أوجين شنايدر (بالفرنسية: Eugène Ier Schneider)‏ هو شخصية أعمال وسياسي فرنسي، ولد في 29 مارس 1805 في Bidestroff ‏ في فرنسا، وتوفي في 27 نوفمبر 1875 في باريس في فرنسا.

## مناصب
- انتخب رئيس مجلس الإدارة Comité des forges [الإنجليزية]‏ (1864 – 1868).
- انتخب  (2 أبريل 1867 – 4 سبتمبر 1870).
- انتخب Mayor of Le Creusot ‏ (1866 – 1870).
- انتخب  (24 يناير 1851 – 10 أبريل 1851).
- انتخب  (1854 – 1875).
- انتخب رئيس general council of Saône-et-Loire  [لغات أخرى]‏ (1852 – 1869).
- انتخب  (13 سبتمبر 1845 – 4 سبتمبر 1870).

## وصلات خارجية
- أوجين شنايدر على موقع الموسوعة البريطانية (الإنجليزية)